# Sultan Amet-Han
Sultan Amet-Han, sovjetski letalski častnik, vojaški pilot in letalski as, * 25. november 1920, Alupka, Krim (Ukrajina), † 1. februar 1971. 
Amet-Han je v svoji vojaški karieri dosegel 30 samostojnih in 19 skupnih zračnih zmag.

## Življenjepis
Leta 1939 je vstopil v Kačinsko vojnoletalsko šolo pilotov, ki jo je končal leta 1940.
Nato je bil dodeljen 4. lovskemu letalskemu polku, nato premeščen k 9. gardnemu lovskemu letalskemu polku, nato k specialni skupini Dodonov in potem nazaj k 9. gardnemu lovskemu letalskemu polku.
Opravil je 603 bojne polete in bil udeležen v 150 zračnih bojih; letel je z I-153, Hurricane, Jakovljev Jak-7B, Jak-1, P-39 Aircobra in La-7.

## Odlikovanja
- heroj Sovjetske zveze (24. avgust 1943 in 29. junij 1945)
- red Lenina (3x)
- red rdeče zastave (5x)
- red Aleksandra Nevskega
- red domovinske vojne 1. stopnje
- red rdeče zvezde